# Карабиха (Ярославский район)
Кара́биха — село в Ярославском районе Ярославской области России.
В рамках организации местного самоуправления является административным центром Карабихского сельского поселения; в рамках административно-территориального устройства включается в Карабихский сельский округ в качестве его центра.

## География
Расположено в 15 км от Ярославля по старой московской дороге, в южной части Ярославского района в холмистой, густонаселённой местности в 15 километрах к юго-западу от Ярославля по обе стороны от автомобильного шоссе Ярославль — Ростов — Переславль-Залесский. Со всех сторон, кроме востока, село окружено другими населёнными пунктами района: к северо-востоку — Спицино, Петровское; к югу — Красные Ткачи; к юго-западу и западу — Речной, Бурлаки, Черелисино, Дубки, Гончарово и Большое Тимерово.
Чуть более чем в километре к западу от села протекает река Которосль — правый приток Волги, а немногим восточнее находятся истоки другого притока Волги — реки Великой. К северу и к востоку, у устья Великой, лежат небольшие участки болот. В километре к востоку и юго-востоку расположен ольховый лес с высотой деревьев до 13 метров. Местность к северу, северо-западу и северо-востоку — холмистая, высота возвышенностей достигает 110—175 метров. К северо-западу и юго-востоку лежат фруктовые сады и сельскохозяйственные поля.
В настоящее время территория села включает в себя Натальину слободу, село Богородское, бывшие деревни Карабиха и Ново-Семёновское.

## Население
| 1859 | 2007 | 2010 |
| ---- | ---- | ---- |
| 186  | ↗719 | ↗754 |

По состоянию на 1989 год в селе проживало 812 человек..
Постоянное население на 1 января 2007 года — 719 человек; на 1 января 2010 года — 721 человек.

## Этимология
Название села происходит от именования «Карабитова гора» — холма, поднимающегося от Которосли и дающего начало широкому плато, протянувшемуся на север на 12 км.
Существует предположение, что название происходит от славянского глагола «карабить», означающего «пахать». То есть «Карабиха» — «место, где пашут». Это подтверждается тем, что данная местность является одним из первых распаханных мест в Волжско-Которосльном водоразделе.. Однако ещё в начале XIX веке название деревни было немного другим — Коробиха.

## История

### Первые упоминания
Наиболее ранними сведениями о поселении являются упоминания села Богородского, название которого происходит от находившейся там церкви Казанской иконы Богородицы, перестроенной в камне в 1684 году.
Развитие деревень Карабиха и Семёновское относится ко времени строительства Московско-Архангельского тракта, который был проложен в окрестностях современного села в 1693 году.
Первое упоминание названия «Карабиха» относится ко второй четверти XVIII века.

### Усадьба
Начиная со второй половины XVIII века село Богородское именовалось «село Богородское, Карабиха тож» по названию построенной на Карабитовой пустоши дворянской усадьбы, с конца XVIII века и до 1920-х годов — «село Богородское на Карабитовой горе».

Первым известным владельцем карабихских земель был Семён Фёдорович Толочанов. А в 1711 году село Богородское с окрестностями перешло в собственность князя Алексея Борисовича Голицына, получившего данные земли в качестве приданого за Анастасией Васильевной Толочановой, которая стала супругой его сына Сергея. 

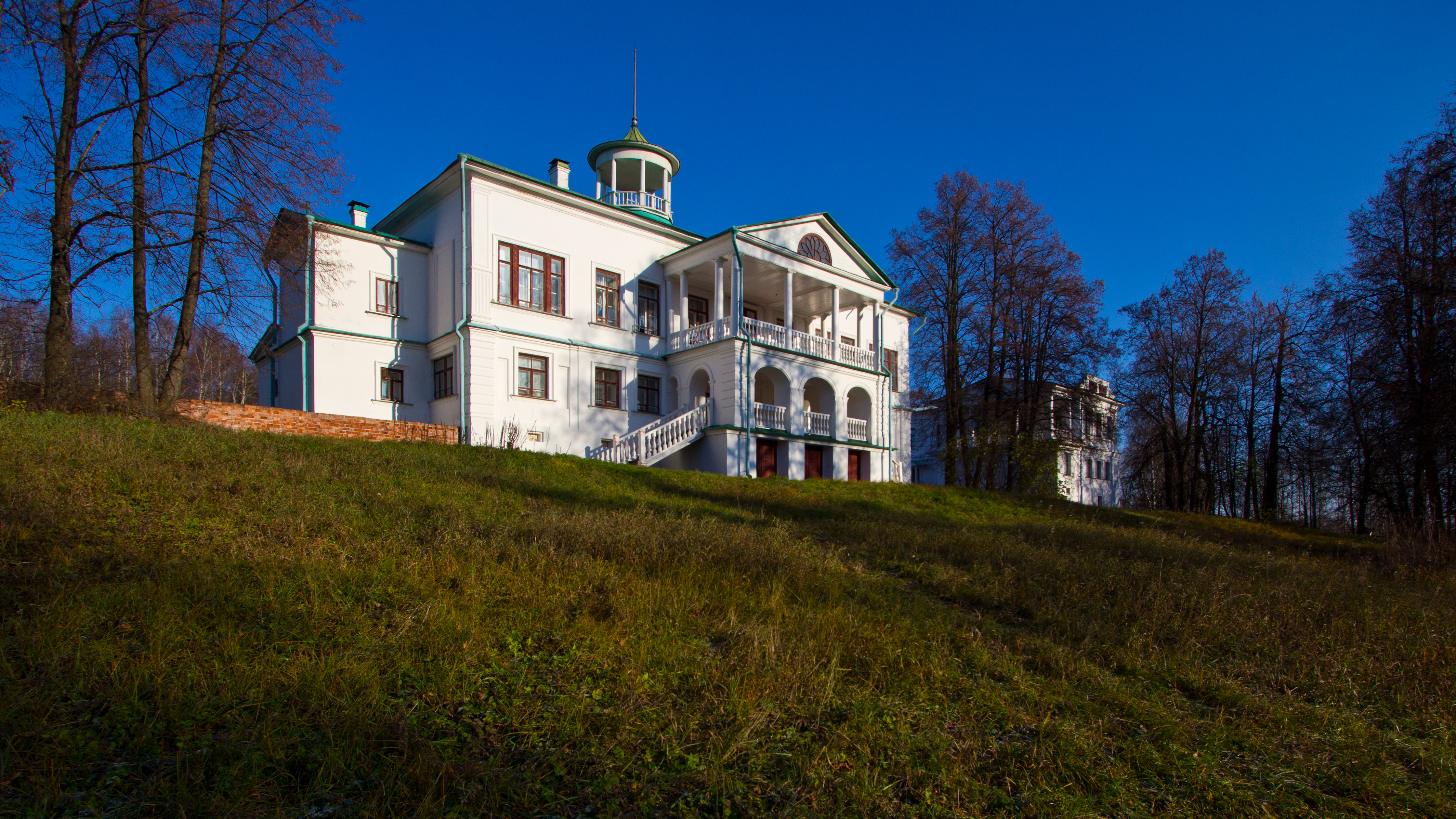
Усадьба Голицыных-Некрасовых

В 1720-30-х годах в Богородском началось строительство усадьбы князей Голицыных, которая была возведена сначала в дереве, а позже строилась и перестраивалась в камне.
В 1861 году усадьба и окрестные земли были куплены Николаем Алексеевичем Некрасовым, который почти не жил в этом имении, а передал его своему брату Фёдору, имевшему многочисленное семейство. В Карабихе родился его сын Константин Фёдорович, известный книгоиздатель.
В 1894 году в Богородском была открыта школа для детей всех сословий, в 1903 — библиотека, в 1913 — больница.
После Октябрьской революции усадьба была национализирована, в ней разместили советское хозяйство «Бурлаки». В 1946 году в усадьбе организовали музей. Пятиглавая церковь XVII века была разрушена.

### Винокурение
Помимо усадьбы, Карабиха была известна до революции своим винокуренным заводом, история которого восходит к 1800 году, а также производством водки и пива. Здесь производились малиновая, брусничная, рябиновая наливки, «вино очищенное» (водка) и «ром № 2», насчёт которого Михаил Салтыков в «Современной идиллии» оставил шуточный комментарий: «В последнее время дознано, что река Которосль… в изобилии обладает хересными и лафитными свойствами».

## Достопримечательности
- Памятник, посвященный воинам землякам, погибшим в годы Великой Отечественной войны[14].

## Карты
- Лист карты O-37-XXII Ярославль. Масштаб: 1 : 200 000. Состояние местности на 1972 год. Издание 1982 г.
- Лист карты O-37-92 Ярославль. Масштаб: 1 : 100 000. Издание 1982 г.
- Лист карты O-37-92-Б. Масштаб: 1 : 50 000. Издание 1981 г.